# Kim Seung-gyu
Kim Seung-Gyu (Seoel, 30 september 1990) is een Zuid-Koreaans voetballer die speelt als doelman. In juni 2025 verruilde hij Al-Shabab voor FC Tokyo. Kim maakte in 2013 zijn debuut in het Zuid-Koreaans voetbalelftal.

## Clubcarrière
Kim speelde in de jeugd van Ulsan Hyundai en werd in 2006 doorgeschoven naar het eerste elftal van de club. Pas vier jaar later debuteerde hij, toen er op 11 september 2010 met 0–1 gewonnen werd tegen Gyeongnam en Kim voor het eerst zijn opwachting mocht maken. In 2012 won hij met Ulsan de AFC Champions League, door in de finale Al-Ahli met 3–0 te verslaan. Kim keepte drie duels in de groepsfase en één in de zestiende finales, maar tijdens de finale zat hij op de bank. Vanaf 2013 had de doelman een vaste plaats onder de lat van Ulsan en drie seizoenen op rij behield hij deze basisplaats. In januari 2016 maakte de Zuid-Koreaan de overstap naar Vissel Kobe. In de zomer van 2019 keerde Kim terug bij Ulsan Hyundai. Medio 2022 nam Al-Shabab de Zuid-Koreaanse doelman over. Drie jaar later verkaste Kim naar FC Tokyo.

## Clubstatistieken
| Seizoen | Club           | Competitie | Competitie | Competitie | Beker | Beker | Internationaal | Internationaal | Totaal | Totaal |
| Seizoen | Club           | Competitie | Wed.       | Dlp.       | Wed.  | Dlp.  | Wed.           | Dlp.           | Wed.   | Dlp.   |
| ------- | -------------- | ---------- | ---------- | ---------- | ----- | ----- | -------------- | -------------- | ------ | ------ |
| 2009    | Ulsan Hyundai  | K-League   | 0          | 0          | 0     | 0     | 1              | 0              | 1      | 0      |
| 2010    | Ulsan Hyundai  | K-League   | 3          | 0          | 4     | 0     | —              | —              | 7      | 0      |
| 2011    | Ulsan Hyundai  | K-League   | 2          | 0          | 0     | 0     | —              | —              | 2      | 0      |
| 2012    | Ulsan Hyundai  | K-League   | 12         | 0          | 0     | 0     | 4              | 0              | 16     | 0      |
| 2013    | Ulsan Hyundai  | K-League   | 32         | 0          | 1     | 0     | —              | —              | 33     | 0      |
| 2014    | Ulsan Hyundai  | K-League   | 29         | 0          | 1     | 0     | 6              | 0              | 36     | 0      |
| 2015    | Ulsan Hyundai  | K-League   | 34         | 0          | 3     | 0     | —              | —              | 37     | 0      |
| 2016    | Vissel Kobe    | J1 League  | 34         | 0          | 2     | 0     | —              | —              | 36     | 0      |
| 2017    | Vissel Kobe    | J1 League  | 31         | 0          | 8     | 0     | —              | —              | 39     | 0      |
| 2018    | Vissel Kobe    | J1 League  | 30         | 0          | 1     | 0     | —              | —              | 31     | 0      |
| 2019    | Vissel Kobe    | J1 League  | 12         | 0          | 1     | 0     | —              | —              | 13     | 0      |
| 2019    | Ulsan Hyundai  | K-League   | 16         | 0          | 0     | 0     | —              | —              | 16     | 0      |
| 2020    | Kashiwa Reysol | J1 League  | 24         | 0          | 3     | 0     | —              | —              | 27     | 0      |
| 2021    | Kashiwa Reysol | J1 League  | 35         | 0          | 2     | 0     | —              | —              | 37     | 0      |
| 2022    | Kashiwa Reysol | J1 League  | 13         | 0          | 0     | 0     | —              | —              | 13     | 0      |
| 2022/23 | Al-Shabab      | Pro League | 30         | 0          | 1     | 0     | 2              | 0              | 33     | 0      |
| 2023/24 | Al-Shabab      | Pro League | 19         | 0          | 3     | 0     | 5              | 0              | 27     | 0      |
| 2024/25 | Al-Shabab      | Pro League | 8          | 0          | 1     | 0     | —              | —              | 9      | 0      |
| 2025    | FC Tokyo       | J1 League  | 0          | 0          | 0     | 0     | —              | —              | 0      | 0      |
| Totaal  | Totaal         | Totaal     | 364        | 0          | 31    | 0     | 18             | 0              | 413    | 0      |

Bijgewerkt op 11 juni 2025.

## Interlandcarrière
Kim debuteerde in het Zuid-Koreaans voetbalelftal op 14 augustus 2013. Op die dag werd een vriendschappelijke wedstrijd tegen Peru met 0–0 gelijkgespeeld. Kim mocht van bondscoach Hong Myung-bo het gehele duel meespelen. Op 5 mei 2014 werd bekendgemaakt dat Kim onderdeel uitmaakte van de Zuid-Koreaanse selectie voor het WK 2014 in Brazilië. Kim kwam eveneens uit op het WK 2018 in Rusland, waar de selectie onder leiding van bondscoach Shin Tae-yong in de groepsfase werd uitgeschakeld. De ploeg verloor van achtereenvolgens Zweden (0–1) en Mexico (1–2), maar won in het afsluitende groepsduel met 2–0 van titelverdediger Duitsland. Kim kwam niet in actie tijdens het toernooi.
In november 2022 werd Kim door Paulo Bento opgenomen in de selectie van Zuid-Korea voor het WK 2022. Tijdens dit WK werd Zuid-Korea door Brazilië uitgeschakeld in de achtste finales nadat in de groepsfase gelijkgespeeld werd tegen Uruguay, verloren van Ghana en gewonnen van Portugal. Kim kwam in alle vier duels in actie. Zijn toenmalige clubgenoten Grzegorz Krychowiak (Polen), Hassan Al-Tambakti, Nawaf Al-Abed en Hattan Bahebri (allen Saoedi-Arabië) waren ook actief op het toernooi.
| Interlands van Kim Seung-gyu voor Zuid-Korea | Interlands van Kim Seung-gyu voor Zuid-Korea | Interlands van Kim Seung-gyu voor Zuid-Korea | Interlands van Kim Seung-gyu voor Zuid-Korea | Interlands van Kim Seung-gyu voor Zuid-Korea | Interlands van Kim Seung-gyu voor Zuid-Korea |
| №                                            | Datum                                        | Wedstrijd                                    | Uitslag                                      | Competitie                                   | Goals                                        |
| Als speler bij Ulsan Hyundai                 | Als speler bij Ulsan Hyundai                 | Als speler bij Ulsan Hyundai                 | Als speler bij Ulsan Hyundai                 | Als speler bij Ulsan Hyundai                 | Als speler bij Ulsan Hyundai                 |
| -------------------------------------------- | -------------------------------------------- | -------------------------------------------- | -------------------------------------------- | -------------------------------------------- | -------------------------------------------- |
| 1                                            | 14 augustus 2013                             | Zuid-Korea – Peru                            | 0 – 0                                        | Vriendschappelijk                            |                                              |
| 2                                            | 6 september 2013                             | Zuid-Korea – Haïti                           | 4 – 1                                        | Vriendschappelijk                            |                                              |
| 3                                            | 15 november 2013                             | Zuid-Korea – Zwitserland                     | 2 – 1                                        | Vriendschappelijk                            |                                              |
| 4                                            | 26 januari 2014                              | Costa Rica – Zuid-Korea                      | 0 – 1                                        | Vriendschappelijk                            |                                              |
| 5                                            | 30 januari 2014                              | Mexico – Zuid-Korea                          | 4 – 0                                        | Vriendschappelijk                            |                                              |
| 6                                            | 26 juni 2014                                 | Zuid-Korea – België                          | 0 – 1                                        | WK 2014                                      |                                              |
| 7                                            | 14 oktober 2014                              | Zuid-Korea – Costa Rica                      | 1 – 3                                        | Vriendschappelijk                            |                                              |
| 8                                            | 4 januari 2015                               | Saoedi-Arabië – Zuid-Korea                   | 0 – 2                                        | Vriendschappelijk                            |                                              |
| 9                                            | 13 januari 2015                              | Koeweit – Zuid-Korea                         | 0 – 1                                        | AK 2015                                      |                                              |
| 10                                           | 27 maart 2015                                | Zuid-Korea – Oezbekistan                     | 1 – 1                                        | Vriendschappelijk                            |                                              |
| 11                                           | 11 juni 2015                                 | Zuid-Korea – V.A.E.                          | 3 – 0                                        | Vriendschappelijk                            |                                              |
| 12                                           | 16 juni 2015                                 | Myanmar – Zuid-Korea                         | 0 – 2                                        | WK 2018 kwalificatie                         |                                              |
| 13                                           | 2 augustus 2015                              | China – Zuid-Korea                           | 0 – 2                                        | Oost-Aziëcup 2015                            |                                              |
| 14                                           | 5 augustus 2015                              | Japan – Zuid-Korea                           | 0 – 1                                        | Oost-Aziëcup 2015                            |                                              |
| 15                                           | 9 augustus 2015                              | Zuid-Korea – Noord-Korea                     | 0 – 0                                        | Oost-Aziëcup 2015                            |                                              |
| 16                                           | 8 september 2015                             | Libanon – Zuid-Korea                         | 0 – 3                                        | WK 2018 kwalificatie                         |                                              |
| 17                                           | 8 oktober 2015                               | Koeweit – Zuid-Korea                         | 0 – 1                                        | WK 2018 kwalificatie                         |                                              |
| 18                                           | 12 november 2015                             | Zuid-Korea – Myanmar                         | 4 – 0                                        | WK 2018 kwalificatie                         |                                              |
| Als speler bij Vissel Kobe                   |                                              |                                              |                                              |                                              |                                              |
| 19                                           | 27 maart 2016                                | Thailand – Zuid-Korea                        | 0 – 1                                        | Vriendschappelijk                            |                                              |
| 20                                           | 6 september 2016                             | Syrië – Zuid-Korea                           | 0 – 0                                        | WK 2018 kwalificatie                         |                                              |
| 21                                           | 6 oktober 2016                               | Zuid-Korea – Qatar                           | 3 – 2                                        | WK 2018 kwalificatie                         |                                              |
| 22                                           | 11 oktober 2016                              | Iran – Zuid-Korea                            | 1 – 0                                        | WK 2018 kwalificatie                         |                                              |
| 23                                           | 15 november 2016                             | Zuid-Korea – Oezbekistan                     | 2 – 1                                        | WK 2018 kwalificatie                         |                                              |
| 24                                           | 7 juni 2017                                  | Irak – Zuid-Korea                            | 0 – 0                                        | Vriendschappelijk                            |                                              |
| 25                                           | 31 augustus 2017                             | Zuid-Korea – Iran                            | 0 – 0                                        | WK 2018 kwalificatie                         |                                              |
| 26                                           | 5 september 2017                             | Oezbekistan – Zuid-Korea                     | 0 – 0                                        | WK 2018 kwalificatie                         |                                              |
| 27                                           | 7 oktober 2017                               | Rusland – Zuid-Korea                         | 4 – 2                                        | Vriendschappelijk                            |                                              |
| 28                                           | 10 november 2017                             | Zuid-Korea – Colombia                        | 2 – 1                                        | Vriendschappelijk                            |                                              |
| 29                                           | 30 januari 2018                              | Zuid-Korea – Jamaica                         | 2 – 2                                        | Vriendschappelijk                            |                                              |
| 30                                           | 3 februari 2018                              | Zuid-Korea – Letland                         | 1 – 0                                        | Vriendschappelijk                            |                                              |
| 31                                           | 24 maart 2018                                | Noord-Ierland – Zuid-Korea                   | 2 – 2                                        | Vriendschappelijk                            |                                              |
| 32                                           | 27 maart 2018                                | Polen – Zuid-Korea                           | 3 – 2                                        | Vriendschappelijk                            |                                              |
| 33                                           | 1 juni 2018                                  | Zuid-Korea – Bosnië en Herzegovina           | 1 – 3                                        | Vriendschappelijk                            |                                              |
| 34                                           | 7 juni 2018                                  | Zuid-Korea – Bolivia                         | 0 – 0                                        | Vriendschappelijk                            |                                              |
| 35                                           | 7 september 2018                             | Zuid-Korea – Costa Rica                      | 2 – 0                                        | Vriendschappelijk                            |                                              |
| 36                                           | 12 oktober 2018                              | Zuid-Korea – Uruguay                         | 2 – 1                                        | Vriendschappelijk                            |                                              |
| 37                                           | 17 november 2018                             | Australië – Zuid-Korea                       | 1 – 1                                        | Vriendschappelijk                            |                                              |
| 38                                           | 31 december 2018                             | Saoedi-Arabië – Zuid-Korea                   | 0 – 0                                        | Vriendschappelijk                            |                                              |
| 39                                           | 7 januari 2019                               | Zuid-Korea – Filipijnen                      | 1 – 0                                        | AK 2019                                      |                                              |
| 40                                           | 11 januari 2019                              | Kirgizië – Zuid-Korea                        | 0 – 1                                        | AK 2019                                      |                                              |
| 41                                           | 16 januari 2019                              | Zuid-Korea – China                           | 2 – 0                                        | AK 2019                                      |                                              |
| 42                                           | 22 januari 2019                              | Zuid-Korea – Bahrein                         | 2 – 1                                        | AK 2019                                      |                                              |
| 43                                           | 25 januari 2019                              | Zuid-Korea – Qatar                           | 0 – 1                                        | AK 2019                                      |                                              |
| 44                                           | 22 maart 2019                                | Zuid-Korea – Bolivia                         | 1 – 0                                        | Vriendschappelijk                            |                                              |
| 45                                           | 7 juni 2019                                  | Zuid-Korea – Australië                       | 1 – 0                                        | Vriendschappelijk                            |                                              |
| Als speler bij Ulsan Hyundai                 |                                              |                                              |                                              |                                              |                                              |
| 46                                           | 10 september 2019                            | Turkmenistan – Zuid-Korea                    | 0 – 2                                        | WK 2022 kwalificatie                         |                                              |
| 47                                           | 15 oktober 2019                              | Noord-Korea – Zuid-Korea                     | 0 – 0                                        | WK 2022 kwalificatie                         |                                              |
| 48                                           | 14 november 2019                             | Libanon – Zuid-Korea                         | 0 – 0                                        | WK 2022 kwalificatie                         |                                              |
| 49                                           | 18 december 2019                             | Zuid-Korea – Japan                           | 1 – 0                                        | Oost-Aziëcup 2019                            |                                              |
| Als speler bij Kashiwa Reysol                |                                              |                                              |                                              |                                              |                                              |
| 50                                           | 25 maart 2021                                | Japan – Zuid-Korea                           | 3 – 0                                        | Vriendschappelijk                            |                                              |
| 51                                           | 5 juni 2021                                  | Zuid-Korea – Turkmenistan                    | 5 – 0                                        | WK 2022 kwalificatie                         |                                              |
| 52                                           | 13 juni 2021                                 | Zuid-Korea – Libanon                         | 2 – 1                                        | WK 2022 kwalificatie                         |                                              |
| 53                                           | 2 september 2021                             | Zuid-Korea – Irak                            | 0 – 0                                        | WK 2022 kwalificatie                         |                                              |
| 54                                           | 7 september 2021                             | Zuid-Korea – Libanon                         | 1 – 0                                        | WK 2022 kwalificatie                         |                                              |
| 55                                           | 7 oktober 2021                               | Zuid-Korea – Syrië                           | 2 – 1                                        | WK 2022 kwalificatie                         |                                              |
| 56                                           | 12 oktober 2021                              | Iran – Zuid-Korea                            | 1 – 1                                        | WK 2022 kwalificatie                         |                                              |
| 57                                           | 11 november 2021                             | Zuid-Korea – Verenigde Arabische Emiraten    | 1 – 0                                        | WK 2022 kwalificatie                         |                                              |
| 58                                           | 16 november 2021                             | Irak – Zuid-Korea                            | 0 – 3                                        | WK 2022 kwalificatie                         |                                              |
| 59                                           | 21 januari 2022                              | Zuid-Korea – Moldavië                        | 4 – 0                                        | Vriendschappelijk                            |                                              |
| 60                                           | 27 januari 2022                              | Libanon – Zuid-Korea                         | 0 – 1                                        | WK 2022 kwalificatie                         |                                              |
| 61                                           | 1 februari 2022                              | Syrië – Zuid-Korea                           | 0 – 2                                        | WK 2022 kwalificatie                         |                                              |
| 62                                           | 24 maart 2022                                | Zuid-Korea – Iran                            | 2 – 0                                        | WK 2022 kwalificatie                         |                                              |
| 63                                           | 2 juni 2022                                  | Zuid-Korea – Brazilië                        | 1 – 5                                        | Vriendschappelijk                            |                                              |
| 64                                           | 6 juni 2022                                  | Zuid-Korea – Chili                           | 2 – 0                                        | Vriendschappelijk                            |                                              |
| 65                                           | 14 juni 2022                                 | Zuid-Korea – Egypte                          | 4 – 1                                        | Vriendschappelijk                            |                                              |
| Als speler bij Al-Shabab                     |                                              |                                              |                                              |                                              |                                              |
| 66                                           | 23 september 2022                            | Zuid-Korea – Egypte                          | 2 – 2                                        | Vriendschappelijk                            |                                              |
| 67                                           | 27 september 2022                            | Zuid-Korea – Kameroen                        | 1 – 0                                        | Vriendschappelijk                            |                                              |
| 68                                           | 11 november 2022                             | Zuid-Korea – IJsland                         | 1 – 0                                        | Vriendschappelijk                            |                                              |
| 69                                           | 24 november 2022                             | Uruguay – Zuid-Korea                         | 0 – 0                                        | WK 2022                                      |                                              |
| 70                                           | 28 november 2022                             | Zuid-Korea – Ghana                           | 2 – 3                                        | WK 2022                                      |                                              |
| 71                                           | 2 december 2022                              | Zuid-Korea – Portugal                        | 2 – 1                                        | WK 2022                                      |                                              |
| 72                                           | 5 december 2022                              | Brazilië – Zuid-Korea                        | 4 – 1                                        | WK 2022                                      |                                              |
| 73                                           | 24 maart 2023                                | Zuid-Korea – Colombia                        | 2 – 2                                        | Vriendschappelijk                            |                                              |
| 74                                           | 16 juni 2023                                 | Zuid-Korea – Peru                            | 0 – 1                                        | Vriendschappelijk                            |                                              |
| 75                                           | 20 juni 2023                                 | Zuid-Korea – El Salvador                     | 1 – 1                                        | Vriendschappelijk                            |                                              |
| 76                                           | 7 september 2023                             | Wales – Zuid-Korea                           | 0 – 0                                        | Vriendschappelijk                            |                                              |
| 77                                           | 12 september 2023                            | Saoedi-Arabië – Zuid-Korea                   | 0 – 1                                        | Vriendschappelijk                            |                                              |
| 78                                           | 13 oktober 2023                              | Zuid-Korea – Tunesië                         | 4 – 0                                        | Vriendschappelijk                            |                                              |
| 79                                           | 16 november 2023                             | Zuid-Korea – Singapore                       | 5 – 0                                        | WK 2026 kwalificatie                         |                                              |
| 80                                           | 21 november 2023                             | China – Zuid-Korea                           | 0 – 3                                        | WK 2026 kwalificatie                         |                                              |
| 81                                           | 6 januari 2024                               | Irak – Zuid-Korea                            | 0 – 1                                        | Vriendschappelijk                            |                                              |
| 82                                           | 15 januari 2024                              | Zuid-Korea – Bahrein                         | 3 – 1                                        | AK 2023                                      |                                              |

Bijgewerkt op 11 juni 2025.

## Erelijst
| Competitie                   |               |               |               |               |
| Competitie                   | Aantal        | Jaren         |               |               |
| Ulsan Hyundai                | Ulsan Hyundai | Ulsan Hyundai | Ulsan Hyundai | Ulsan Hyundai |
| ---------------------------- | ------------- | ------------- | ------------- | ------------- |
| K-League Cup                 | 1             | 2011          |               |               |
| AFC Champions League         | 1             | 2012          |               |               |
| Zuid-Korea                   |               |               |               |               |
| Aziatische Spelen            | 1             | 2014          |               |               |
| Oost-Aziatisch kampioenschap | 2             | 2015, 2019    |               |               |